# Пйотр Дурак
Пйотр Дурак (пол. Piotr Durak) (нар. 22 серпня 1985, Мелець, Підкарпатське воєводство, Польща) — польський прозаїк, поет, журналіст, мандрівник і польський філолог.

## Життєпис
Його прадід був лемком із Мшани Дольної. Син Юзефа та Броніслави (уродженої Чиж). У 2004 році склав випускні іспити в I Загальноосвітнім ліцеї ім. Станіслава Конарського в Мельці. З 2009 року закінчив полоністичні студії Жешувського університету. Під час навчання працював як муляр, помічник снігоочисника, веломеханік, розносник піци, репетитор, журналіст, коректор. Писав рецензії для обласних та всеукраїнських літературних журналів. Він також був парашутистом у парашутній секції Жешувського аероклубу. У 2007 році був співавтором і коректором, а у 2013—2016 роках журналістом і репортером у мельцівському Tygodnik Regionalny „Korso”.
У 2005—2009 роках член секції літературної творчості Варшавського університету, співзасновник студентської поетичної групи «Polifonia». У 2008—2009 роках актор Театральної студії Студентського наступу при Варшавському університеті. У 2005—2010 роках був членом Робітничої асоціації творців культури в Жешуві. У 2006—2014 роках був віцепрезидентом літературної групи «Słowo» в Мельці. У 2009/2010 навчальному році вчитель польської мови Гімназія ім. Йоана Павла II сестер дарниць у Жешуві. Стипендіат Міністра науки та вищої освіти. У 2009—2012 роках був аспірантом літературознавства в Жешувському університеті. У 2012—2013 роках працював учителем польської мови в ЗОШ № 1 м. Мелець. З 2017 року він працює академічним викладачем в Академічній середній школі Університету інформаційних технологій та управління в Жешуві. У 2018 році отримав стипендію Міністра культури та національної спадщини.
Він дебютував у Центральне бюро художніх виставок в Жешуві у квітні 2005 року. Опублікував три збірки віршів: Odnalezć się (SCK, Мелець 2006), Wiatrołomny (Бібліотека «Frazy», Жешув 2008), Звіт із-за туману (Ruthenic art, Кросно 2018) та два романи: Минулого року (1-е видання — Rzeszów 2007, видання 2 виправлене — SCK Mielec 2009), Bicycle Diaries («Nowa Dobra Literatura», Kraków 2011). Автор літературного блогу «Репортаж із-за туману». У 2007 році отримав нагороду за найцікавіший літературний дебют на Підкарпатті, яку присуджує Жешувський осередок Спілки польських письменників. Він також є співавтором кількох колективних альманахів та редактором альбому-довідника Мелецька земля (Мелець 2015). У 2017 році у видавництві Ruthenic Art вийшли два його альбоми під назвою «Вигнані храми» — представлення художніх та документальних фотографій усіх занедбаних та занепалих греко-католицьких храмів у Польщі. Творчість Пйотра Дурака обговорювалася в підкарпатських та українських ЗМІ, стала предметом лінгвістичних та літературознавчих досліджень..

## Книжкові видання
- Знайти себе, пане Януш Пастерський, Мелець 2006,ISBN 83-88308-23-8.
- Минулого року, депутат Кристина Кунерт, Жешув 2007.
- Вітровка, депутат Станіслав Длуський, Бібліотека «Frazy», Жешув 2008,ISBN 978-83-60678-05-3.
- Минулого року, ред. 2 поправка, Мелець 2009,ISBN 978-83-925751-5-3.
- Велосипедні щоденники, MP., Анджей Суліковський, «Nowa Dobra Literatura», Краків 2011,ISBN 978-83-931997-0-9.
- Мелецька область — путівник, «Корсо» Мелець 2015,ISBN 978-83-60849-74-3.
- Вигнані храми — занепадаючі греко-католицькі церкви в Польщі, т. 1, 2, Oficyna Wydawnicza «Ruthenic Art», Кросно 2017,ISBN 978-83-946399-1-4.
- Репортаж із-за туману, Кросно 2018,ISBN 978-83-952033-0-5